# Docieranie (obróbka)

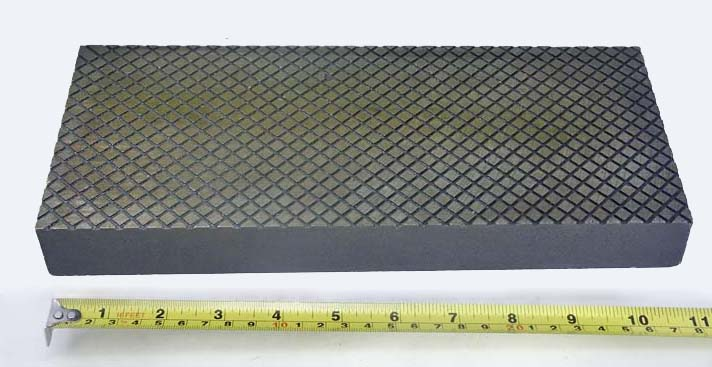
Płyta żeliwna do docierania

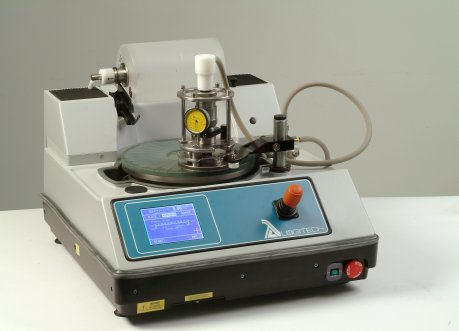
Maszyna do docierania mechanicznego

Docieranie – rodzaj obróbki ściernej wykonywanej docierakiem w obecności pasty ściernej będącej zawiesiną ziaren. 
Docierak porusza się względem przedmiotu obrabianego oraz jest dociskany do jego powierzchni, co powoduje powstawanie tarcia. Ziarna są wciskane w docierak wykonany ze stosunkowo miękkiego materiału, np. żeliwa, i przeciągane po obrabianej powierzchni. Ich właściwości takie jak rozmiar i twardość mają zasadnicze znaczenie dla uzyskanego efektu. W ten sposób możliwe jest osiągnięcie chropowatości Ra od 0,16 do 0,08 i Rz od 0,8 do 0,4 (dawniej klasa 10 lub 11). Ze względu na wysoką twardość ziaren ścierniwa możliwa jest obróbka bardzo twardych materiałów jak hartowana stal, węgliki spiekane czy ceramika. 
Docieranie pozwala na uzyskanie dużej dokładności kształtu (płaskości, okrągłości czy walcowości), dokładności wymiarów (płytki wzorcowe) oraz powierzchni o dużo mniejszej chropowatości niż bezpośrednio po obróbce wiórowej, czy szlifowaniu. Większa gładkość może zostać osiągnięta tylko przez obróbkę wygładzającą lub polerowanie.